# دولار ذهبي
الدولار الذهبي أو قطعة الذهب من فئة دولار واحد هي عملة ذهبية سكت كإصدار منتظم من قبل مكتب سك العملة في الولايات المتحدة من عام 1849 إلى عام 1889. كانت العملة المعدنية تأتي بثلاثة أنواع على مدار عمرها وقد صممها جميعًا كبير النقاشين في دار سك العملة جيمس ب. لونجاكر. النوع إصدار واحد له أصغر قطر (0.5 بوصة=12.7 مم) من أي عملة معدنية أمريكية تم سكها حتى الآن.
أقترحت عملة الدولار الذهبية عدة مرات في ثلاثينيات وأربعينيات القرن التاسع عشر ولكن لم تعتمد في البداية. وأخيرا تحرك الكونجرس بسبب زيادة العرض من السبائك الذهبية الناجمة عن اندفاع الذهب في كاليفورنيا وفي عام 1849 أذن بإصدار دولار ذهبي. في سنواتها الأولى كان يخزن العملات الفضية أو تصديرها ووجد الدولار الذهبي مكانًا جاهزًا في التجارة. عادت الفضة للتداول بعد أن أصدر الكونجرس في عام 1853 قرارًا يلزم بجعل العملات الجديدة المصنوعة من هذا المعدن أخف وزنًا وأصبح الدولار الذهبي نادرًا في التجارة حتى قبل أن تختفي العملات الفيدرالية من التداول بسبب الاضطرابات الاقتصادية الناجمة عن الحرب الأهلية الأمريكية .
ولم يعد الذهب يتداول في معظم أنحاء البلاد حتى عام 1879 وبمجرد أن فعل ذلك لم يستعد الدولار الذهبي مكانه. في سنواتها الأخيرة قاموا بضربها بأعداد صغيرة مما تسبب في تكهنات من قبل هواة جمع العملات. وكان مطلوبًا أيضًا أن تركب في المجوهرات. سكت الدولار الذهبي العادي آخر مرة في عام 1889 وفي العام التالي أنهى الكونجرس السلسلة.
تتراوح قيمة دولارات الذهب الشائعة التالفة من قيمة الذوبان إلى حوالي 110 دولار أمريكي (اعتبارًا من عام 2017) وتباع العملات الذهبية الشائعة ذات الدرجات الأعلى تداولًا بحوالي 200 دولار أمريكي بينما يمكن أن تصل قيمة العملات النادرة ذات الدرجات العالية إلى آلاف الدولارات.

## الخلفية
في اقتراحه لخطته لإنشاء دار سك العملة ونظام سك العملة اقترح وزير الخزانة ألكسندر هاملتون في عام 1791 أن يتم سك فئة الدولار الواحد كعملة ذهبية وأخرى فضية تمثل المعدنين اللذين اقترح جعلهما مناقصة قانونية. لقد اتبع الكونجرس توصية هاملتون جزئيًا فقط، حيث سمح بإصدار دولار فضي ولكن لم يسمح بإصدار عملة ذهبية من تلك الفئة.
في عام 1831 سكت أول دولار ذهبي في دار سك العملة الخاصة لكريستوفر بيتشلر في ولاية كارولينا الشمالية. وكان معظم الذهب الذي أنتج في الولايات المتحدة آنذاك يأتي من جبال كارولينا الشمالية وجورجيا وكانت الدولارات والعملات الذهبية الصغيرة الأخرى التي أصدرها بيتشلر متداولة في تلك المنطقة وكانت تُرى بين الحين والآخر على مسافة أبعد. سكت قطع نقدية إضافية بقيمة دولار واحد بواسطة أغسطس بيتشلر، ابن كريستوفر.
بعد فترة وجيزة من بدء عائلة بيكتلر في سك إصداراتهم الخاصة أصبح وزير الخزانة ليفي وودبيري من المؤيدين لقيام دار سك العملة في الولايات المتحدة (أو دار سك العملة عندما توصف بأنها مؤسسة) بضرب فئة الدولار الواحد بالذهب. وقد عارضه مدير دار سك العملة روبرت م. باترسون. أقنع وودبيري الرئيس أندرو جاكسون بسك العملات المعدنية ذات النمط المختلف. ردًا على ذلك طلب باترسون من النقاش الثاني في دار سك العملة كريستيان جوبريشت  التوقف عن العمل على التصميم الجديد لعملة الدولار الفضي والعمل على نمط للدولار الذهبي. تميز تصميم جوبريشت بغطاء الحرية المحيط به أشعة على أحد الجانبين وفرع نخيل مرتب في دائرة مع الفئة والتاريخ واسم البلد على الجانب الآخر.
وقد نظر في إدراج الدولار الذهبي كفئة معتمدة في التشريع المعدل الذي أصبح قانون دار سك العملة لعام 1837. في ديسمبر 1836 أيدت صحيفة "بابليك ليدجر" الصادرة في فيلادلفيا إصدار دولار ذهبي مشيرةً إلى أن "الدولار هو أصغر عملة ذهبية ملائمة ونظرًا لأهمية ذلك لا ينبغي السماح للفضة ولا الورق بأخذ مكانه". ومع ذلك بعد مثول مدير دار سك العملة باترسون أمام لجنة تابعة للكونجرس حُذف البند الذي يجيز إصدار الدولار الذهبي من مشروع القانون.

## البداية
في يناير 1844 طلب ممثل ولاية كارولينا الشمالية جيمس إيفر ماكاي رئيس لجنة الوسائل والطرق آراء المدير باترسون بشأن الدولار الذهبي. وقد طلب باترسون المزيد من نموذج دولار جوبريشت المسكوك لعرضه على أعضاء اللجنة ونصح مرة أخرى بعدم إصدار عملة معدنية يبلغ قطرها نصف بوصة فقط (13 سم) إذا أصدرت (مم) في القطر. وأخبر وزير الخزانة جون سي. سبنسر أن العملات الذهبية الوحيدة بهذا الحجم في التجارة وهي نصف الإسكودو الإسباني والكولومبي غير شعبية ولم تسك منذ أكثر من عشرين عامًا. بدا الأمر وكأنه يرضي اللجنة حيث لم يفعل أي شيء آخر في ذلك الوقت وعندما أقترح الدولار الذهبي مرة أخرى في عام 1846 أوصت لجنة ماكاي ضده.
حتى قبل عام 1848 كانت كميات قياسية من الذهب تتدفق إلى دور سك العملة الأمريكية لتسكها وتحويلها إلى عملات معدنية ولكن اندفاع الذهب في كاليفورنيا أدى إلى زيادة هذه الكميات بشكل كبير. وتتجدد هذه الدعوات إلى إصدار دولار ذهبي فضلاً عن طلب قيمة أكبر من عملة النسر (10 دولارات) وهي أكبر عملة ذهبية آنذاك. في يناير 1849، قدم ماكاي مشروع قانون بشأن الدولار الذهبي، والذي تمت إحالته إلى لجنته. كان هناك الكثير من النقاش في الصحافة حول العملة المقترحة نشرت إحدى الصحف اقتراحًا لعملة ذهبية على شكل دولار حلقي أي مع وجود ثقب في المنتصف لزيادة قطرها الصغير. قام ماكاي بتعديل تشريعاته لتوفير نسر مزدوج (عملة ذهبية بقيمة 20 دولارًا) وكتب إلى باترسون الذي رد قائلاً إن الدولار الذهبي الحلقي لن ينجح ولن ينجح أيضًا أي اقتراح آخر بوجود قطعة دولار تتكون من سدادة ذهبية في عملة فضية. ومع ذلك قام خليفة جوبريشت في منصب كبير النقاشين جيمس ب. لونجاكر بإعداد أنماط بما في ذلك بعض الأنماط التي تحتوي على ثقب مربع في المنتصف.
تمكن ماكاي من إقناع زميله الديمقراطي السيناتور تشارلز أثيرتون من نيو هامبشاير بتقديم مشروع قانون لتفويض الدولار الذهبي والنسر المزدوج في مجلس الشيوخ في الأول من فبراير عام 1849 وكان أثيرتون رئيس لجنة المالية في مجلس الشيوخ . وقد قدم ماكاي نسخة من المشروع إلى مجلس النواب في العشرين من فبراير/شباط وبدأ النقاش في نفس اليوم. تعرض الدولار لهجوم من قبل أعضاء الكونجرس من حزب اليمين الذي كان يمثل الأقلية آنذاك على أساس أنه سيكون صغيرًا للغاية وسيزور وفي حالة سوء الصورة قد ينفق عن طريق الخطأ على أنه نصف عشرة سنتات حيث أن العملات المعدنية متشابهة في الحجم. لم يرد ماكاي بطريقة جوهري لكنه ذكر أنه إذا لم يرغب أحد في هذه الفئات فلن تستدع في دار سك العملة ولن تسك. وتحدث ممثل ولاية بنسلفانيا جوزيف إنجرسول وهو من حزب اليمين ضد مشروع القانون مشيرًا إلى أن باترسون عارض الطوائف الجديدة وأن الفكرة قوبلت بالرفض مرارًا وتكرارًا كلما نظر فيها. وروى عضو آخر في حزب الأحرار وهو تشارلز هدسون من ماساتشوستس أن باترسون أرسل دولارًا ذهبيًا حقيقيًا وآخر مزيفًا إلى لجنته ولم يتمكن أغلب الأعضاء من معرفة الفرق. ولم يرد ماكاي على هذه الادعاءات ولكن آخرين ردوا بما في ذلك عضو الكونجرس عن نيويورك هنري نيكول الذي أكد أمام مجلس النواب أن مزاعم التزوير مبالغ فيها إلى حد كبير. وأشار إلى أن النقطة الأساسية هنا هي أن النسر المزدوج والدولار الذهبي كانا مطلوبين من قبل الجمهور وفي حالة الدولار الذهبي فقد يساعد ذلك في تداول الأموال في المجتمعات الصغيرة حيث لا تقبل الأوراق النقدية. حاول ممثل ولاية كونيتيكت جون أ. روكويل وهو من حزب اليمين تأجيل مشروع القانون لكن اقتراحه رُفض. مرر مشروع القانون بسهولة ولم يواجه سوى معارضة ضئيلة في مجلس الشيوخ وأصبح قانونًا في 3 مارس 1849.

## التحضير

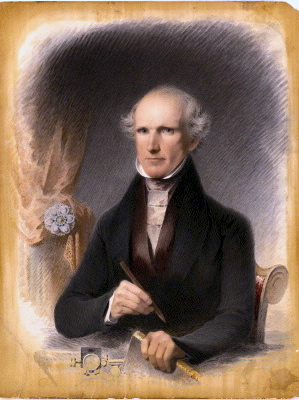
جيمس ب. لونجاكر صورة ذاتية (1845)

كان معظم الضباط في دار سك العملة في فيلادلفيا بما في ذلك كبير صُنّاع العملات فرانكلين بيل من أصدقاء وأقارب المدير باترسون. وكان الغريب بينهم هو كبير النقاشين  جيمس ب. لونجاكر خليفة جوبريشت (الذي توفي في عام 1844). كان لونجاكر وهو نقاش سابق على ألواح النحاس قد عين من خلال النفوذ السياسي للسيناتور جون سي كالهون من ولاية كارولينا الجنوبية.
عندما بدأ لونجاكر العمل على العملات المعدنية الجديدة في أوائل عام 1849 لم يكن لديه أحد لمساعدته. وكتب لونجاكر في العام التالي أنه تلقى تحذيرًا من أحد موظفي دار سك العملة بأن أحد الضباط (بلا شك بيل) يخطط لتقويض منصب كبير النقاشين من خلال إنجاز مهمة تحضير التصاميم والقوالب خارج مباني دار سك العملة. وبناءً على ذلك عندما أصبح مشروع قانون العملة الذهبية قانونًا أبلغ لونجاكر باترسون أنه مستعد لبدء العمل على الدولار الذهبي. ووافق مدير دار سك العملة وبعد أن اطلع على نموذج الرأس الموجود على الوجه الأمامي سمح للونجاكر بالمضي قدماً في إعداد القوالب. وفقًا لـ
لونجاكر
كان النقش دقيقًا بشكل غير عادي ويتطلب عملاً دقيقًا ومتواصلًا للغاية لعدة أسابيع.لقد صنعت القوالب الأصلية والمحاورلصنع قوالب العمل مرتين لضمان تكيفها المثالي مع آلات السك. رغبتُ في إنجاز هذا العمل بمفردي لأتمكن من الرد بصمت على من شككوا في مهارتي. أعتقد أن النتيجة كانت مُرضية.

## التصميم الأصلي

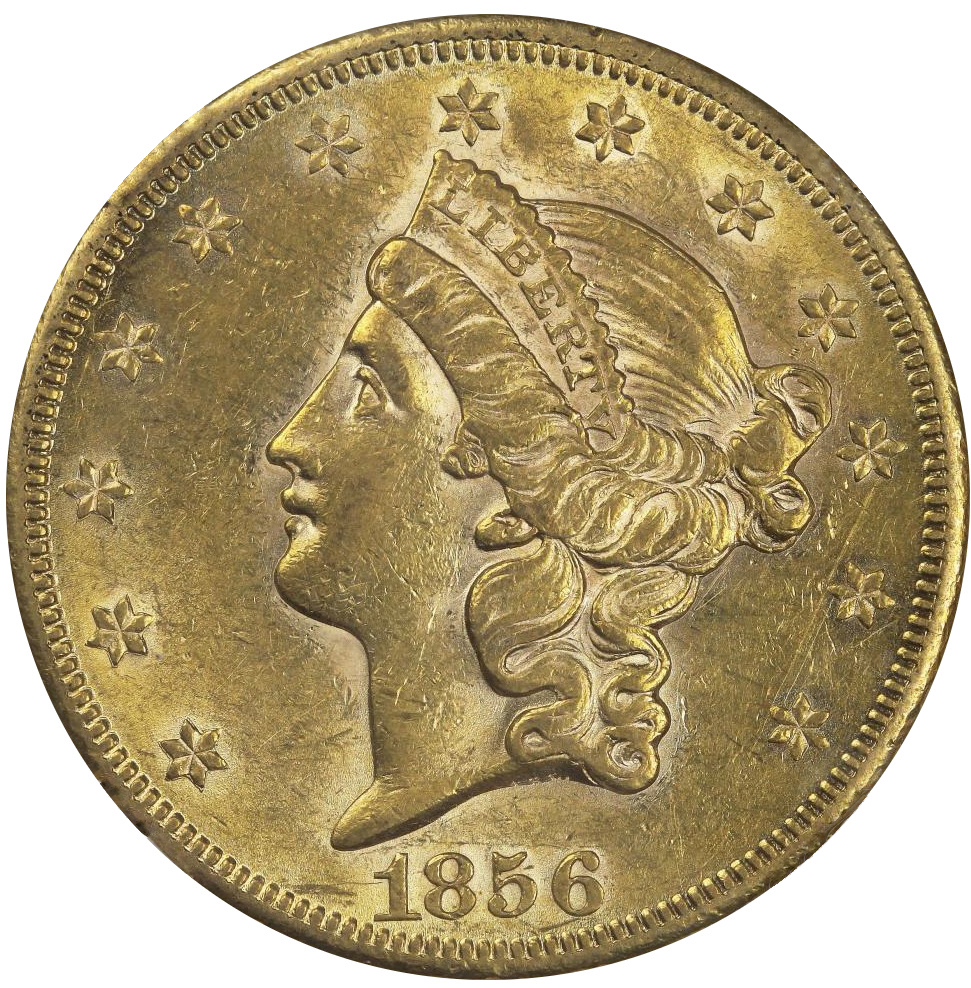
يشبه رأس الحرية الموجود على الدولار من النوع الأول رأس الحرية الموجود على نسر رأس الحرية المزدوج في لونجاكر.

يصور الدولار الذهبي من النوع الأول رأس الحرية متجهًا إلى اليسار مع تاج أو تاج على رأسها يحمل اسمها. يجمع شعرها على شكل كعكة وهي محاطة بـ 13 نجمة تمثل الحالات الأصلية. يتضمن الوجه الخلفي التاريخ والطائفة داخل إكليل مع اسم الدولة بالقرب من الحافة.
كانت المراجعات المعاصرة لتصميم النوع الأول إيجابية بوجه عام. وصفت صحيفة نيويورك ويكلي تريبيون في 19 مايو 1849 الدولار الجديد بأنه "بلا شك العملة الأكثر أناقة والأصغر حجمًا والأخف وزنًا في هذا البلد".... إنها رقيقة وجميلة للغاية بحيث لا يمكن دفعها مقابل البطاطس ومخلل الملفوف ولحم الخنزير المملح. كان بإمكان أوبيرون أن يدفع لبوك بها ثمن جلب الزهرة التي سحرت تيتانيا. ذكرت قائمة الأوراق النقدية التي وضعها ويليس أنه "من غير المرجح أن تتداول على نطاق واسع فهي صغيرة جدًا." تأمل صحيفة نورث كارولينا ستاندرد أن تُسك في دار سك العملة في شارلوت وتُتداول محليًا للقضاء على مشكلة الأوراق النقدية الصغيرة من خارج الولاية. يلاحظ تاجر العملات والمؤلف المتخصص في علم العملات كيو ديفيد باورز أن رأس الحرية الموجود على الدولار من النوع الأول هو نسخة مصغرة من ذلك الموجود على النسر المزدوج وأن "الدولار الذهبي المحفوظ جيدًا جميل المنظر".

## التعديلات
تشير سجلات دار سك العملة إلى أن أول دولارات ذهبية أنتجت في 7 مايو 1849 وتشير ملاحظات يوميات لونجاكر بدلاً من ذلك إلى أن أول دولارات سكت كانت في 8 مايو. تسك عدد قليل من العملات المعدنية في حالة إثبات في اليوم الأول إلى جانب حوالي 1000 عملة للتداول. هناك خمسة أنواع رئيسية من الدولار الذهبي لعام 1849 من فيلادلفيا والتي صنعت بينما استمرت لونجاكر في ضبط التصميم. أرسلت القوالب التي تحمل علامة السك من قسم النقش في لونجاكر في دار سك العملة في فيلادلفيا إلى دور السك الفرعية في شارلوت ودالونيجا (في جورجيا)، ونيو أورليانز ؛ تشبه العملات المعدنية التي تم ضربها في الفروع بعض الأنواع الصادرة من فيلادلفيا اعتمادًا على وقت إنتاج القوالب. من بين العملات المعدنية التي سكت في دور سك العملات الفرعية في عام 1849 لا توجد سوى القطع التي سكت في شارلوت (1849-سي) في أنواع متعددة ومعظمها من ما يسمى بنوع "الإكليل المغلق". هناك ما يقرب من خمسة من أكاليل الزهور المفتوحة لعام 1849 معروفة واحدة يُعتقد أنها أفضل عينة باقية بيعت في مزاد مقابل 690 ألف دولار في عام 2004 وظلت رقمًا قياسيًا لسلسلة الدولار الذهبي اعتبارًا من عام 2013. كان أحد التغييرات التي قاموا بإجراؤها أثناء الإنتاج هو تضمين الحرف الأول من اسم لونجاكر "أل" على قطعة عنق ليبرتي وهي المرة الأولى التي تحمل فيها عملة أمريكية مخصصة للإنتاج على نطاق واسع الحرف الأول من اسم مصممها. جميع الإصدارات التي تبدأ في عام 1850 تحمل الإكليل المغلق. بدءًا من عام 1854 سك الدولار الذهبي أيضًا في دار سك العملة الجديدة في سان فرانسيسكو.
لقد أدى التدفق المستمر للذهب من كاليفورنيا إلى ارتفاع تكلفة الفضة من حيث الذهب وبدأت العملات الفضية الأمريكية تتدفق خارج البلاد من أجل الصهر في عام 1849 وهو التدفق الذي تسارع على مدى السنوات العديدة التالية مع استمرار ارتفاع سعر المعدن. بحلول عام 1853 كانت العملة الفضية بقيمة ألف دولار تحتوي على سبائك ذهبية بقيمة 1042 دولاراً. مع اختفاء العملات الفضية أصبح الدولار الذهبي العملة الفيدرالية الوحيدة المتداولة بين السنت والربع النسر (2.50 دولار للقطعة). ولذلك ضرب بأعداد كبيرة وقاموا بتداولها على نطاق واسع. وفقًا لباورز في كتابه عن هذه الفئة "كانت الفترة من 1850 إلى 1853 ذروة ازدهار الدولار الذهبي سنوات مجد هذه الفئة عندما حلت العملات الذهبية الصغيرة محل نصف الدولار والدولار الفضي في المعاملات اليومية." انتهى هذا العصر في عام 1853 عندما أقر الكونجرس قانونًا يقضي بتقليل وزن معظم العملات الفضية مما سمح بتداول إصدارات جديدة منها.

في وقت مبكر من عام 1851 زعم عضو الكونجرس عن نيويورك ويليام ديور أن باترسون جعل قطر الدولار الذهبي صغيرًا جدًا عمدًا لإثارة الانتقادات. تقاعد باترسون في ذلك العام بعد 16 عامًا في منصبه وتحت قيادة خليفته جورج ن. إيكرت سكت أنماط الدولار الذهبي الحلقي ونصف الدولار. وأفادت صحيفة "بابليك ليدجر" أنه مع أن الدولارات الذهبية لن تسك في شكل حلقي فإن نصف الدولار الذهبي سيسك للمساعدة في تلبية الحاجة إلى التغيير. مع إدارة بيرس الجديدة تولى توماس م. بيتيت منصبه كمدير للدار النقدية في 31 مارس 1853. في أبريل/نيسان كتب وزير الخزانة جيمس جوثري إلى بيتيت أن هناك شكاوى من أن الدولار الذهبي صغير للغاية وكثيراً ما يُفقد أو يُخطئ في اعتباره عملة فضية صغيرة واستفسر عن التقارير التي تفيد بأن دار سك العملة قد جربت الدولارات الحلقية. أجاب بيتيت مؤكدًا أنه لم يحفظ على أي منها ولكنها كانت تحتوي على قطعة فضية بنفس الحجم. وأشار إلى أنه مع أن وجود صعوبات فنية في إنتاج الدولار الحلقي إلا أنه من الممكن التغلب عليها. وفي رسالة مؤرخة في 10 مايو/أيار اقترح بيتيت قطعة معدنية مثقوبة على شكل بيضاوي أو عملة ذات شكل زاوية وهو ما من شأنه أن يخفف من مشاكل الإنتاج. توفي بيتيت فجأة في 31 مايو/أيار ولم يدع جوثري الأمر يمر مرور الكرام بل استفسر من بديل بيتيت جيمس روس سنودن ، بشأن هذه القضية في السابع من يونيو/حزيران. وبما أن العملات المعدنية الأمريكية كانت مطلوبة أن تحمل تصميمًا يرمز إلى الحرية فقد أعرب الوزير عن أمله في أن عثور على فنانين قادرين على إيجاد تصميم مماثل لعملة معدنية حلقية.
قانون 21 فبراير 1853 الذي خفف من قيمة العملات الفضية سمح أيضًا بإصدار قطعة ذهبية بقيمة ثلاثة دولارات والتي بدأ إنتاجها في عام 1854. ولضمان عدم الخلط بين القطعة النقدية من فئة الثلاثة دولارات والعملات الذهبية الأخرى جعلت أرق وأوسع مما تكون عليه عادة ووضع لونجاكر تصميمًا مميزًا مع أميرة هندية عليها. وقد قام لونجاكر بتكييف كل من التقنية والتصميم للدولار الذهبي الذي صنع بشكل أرق وثم أوسع. وضع نسخة طبق الأصل من أميرة لونجاكر على العملة الذهبية الأكبر حجمًا على الدولار وإكليل زراعي مماثل على الوجه الآخر. كانت فكرة جعل الدولار الذهبي أكبر بهذه الطريقة قد أقترحت في الكونجرس في وقت مبكر من عام 1852 وقد دافع عنها بيتيت لكن رغبة جوثري في إصدار عملة حلقية أوقفت الأمر. في مايو 1854 أرسل سنودن إلى جوثري رسالة تفيد بأن الصعوبات التي تواجه العملة المعدنية الحلقية وخاصة في إخراج العملات المعدنية بشكل صحيح من المكبس كانت أكثر من تافهة.
ومع ذلك أثبت الدولار الذهبي من النوع 2 (كما أصبح معروفًا) أنه غير مرضٍ حيث واجهت دور سك العملة صعوبة في سك العملة الجديدة بحيث أخرجت جميع التفاصيل. كان السبب في ذلك هو الارتفاع البارز في التصميم حيث واجهت دور سك العملة الثلاث الجنوبية على وجه الخصوص مشاكل مع القطعة. سرعان ما أصبحت العديد من القطع من النوع 2 غير قابلة للقراءة وأرسلت مرة أخرى إلى فيلادلفيا من أجل صهرها وإعادة سكها. في معظم العينات الباقية لم يفصل الرقم "85" في التاريخ بالكامل. سكت الدولار الذهبي من النوع 2 فقط في فيلادلفيا في عامي 1854 و1855 وفي فروع دار سك العملة الجنوبية الثلاثة في العام الأخير وفي سان فرانسيسكو في عام 1856 بعد أن حدد التصميم للاستبدال. ولتصحيح هذه المشاكل قام لونجاكر بتكبير رأس الحرية مما جعله نسخة مصغرة من القطعة النقدية بقيمة ثلاثة دولارات ونقل الحروف الموجودة على الوجه الأمامي أقرب إلى الحافة. أدى هذا إلى تحسين تدفق المعدن ووحدة التصميم بشكل كبير لدرجة أن علماء العملات الأوائل افترضوا أن الوجه الخلفي قد غير أيضًا مع أنه في الواقع لم يقوموا بإجراء أي تغيير وأن الوجهين الخلفيين من النوع 2 والنوع 3 متطابقان.

### تصميم الدولار من النوع 2 و 3
تصور الدولارات الذهبية من النوع 2 و3 ليبرتي كأميرة أمريكية أصلية ترتدي غطاء رأس من الريش الخيالي لا يشبه أي غطاء رأس ترتديه أي قبيلة هندية. هذه الصورة هي نسخة غير دقيقة من التصميم الذي صنعه لونجاكر للقطعة التي تبلغ قيمتها ثلاثة دولارات وهي واحدة من عدد من إصدارات الحرية التي أنشأها لونجاكر استنادًا إلى فينوس أكروبي أو فينوس الرابضة وهو تمثال كان معروضًا آنذاك في متحف فيلادلفيا. بالنسبة للوجه الخلفي قام لونجاكر بتعديل "الإكليل الزراعي" الذي صنعه ليكون على الوجه الخلفي للقطعة النقدية التي تبلغ قيمتها ثلاثة دولارات والذي يتكون من القطن والذرة والتبغ والقمح ويمزج بين منتجات الشمال والجنوب. سيظهر هذا الإكليل في وقت لاحق في خمسينيات القرن التاسع عشر على عملة النسر الطائر.
انتقد مؤرخ الفن كورنيليوس فيرمول تصميم الأميرة الهندية الذي استخدمه لونجاكر على وجهي الدولار الذهبي من النوعين 2 و3 وبالنسبة للقطعة النقدية من فئة الثلاثة دولارات فإن "تصميم "أميرة" العملات الذهبية هو نسخة أنيقة من فن شعبي من خمسينيات القرن  من قِبَل نقّاش الأوراق النقدية. الريش أشبه بشعار أمير ويلز أكثر من أي شيء آخر شهد الحدود الغربية ربما باستثناء جمال قاعة الموسيقى."

## سنوات الحرب
استمر إنتاج الدولار الذهبي في أواخر خمسينيات القرن التاسع عشر مع أن عمليات سك الدولار انخفضت من أرقام مليوني دولار أو أكثر كل عام بين عامي 1850 و1854. أنتاج حوالي 51000 دولار ذهبي فقط في عام 1860 مع أكثر من ثلثي هذا الرقم في فيلادلفيا وأقل بقليل من الثلث في سان فرانسيسكو و1566 في دالونيجا. من المعروف وجود ما يقرب من مائة منها من الأخير مما يشكل واحدة من الندرات العظيمة من دالونيجا في السلسلة.

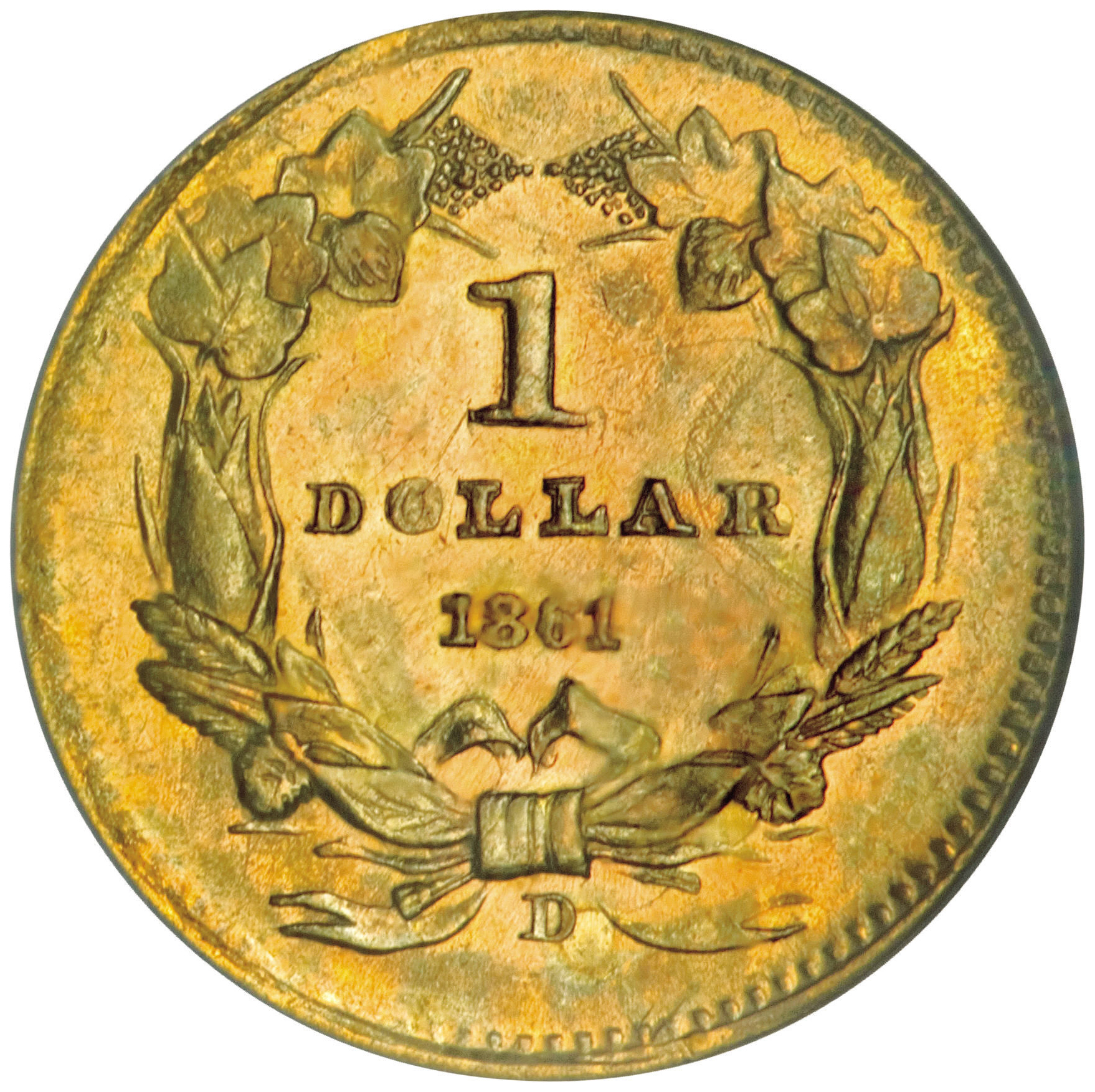
دولار 1861-دي

المرشح الآخر للنادر من تلك الدار هو 1861-دي مع سك ما يقدر بنحو 1000 قطعة وربما 45 إلى 60 قطعة معروفة. شحن زوجين من القوالب من فيلادلفيا إلى دالونيجا في 10 ديسمبر 1860 ووصلا في 7 يناير 1861 قبل أسبوعين من تصويت جورجيا على الانفصال عن الاتحاد مع بدء الحرب الأهلية الأمريكية. وبأمر من الحاكم جوزيف إي براون قامت ميليشيا الولاية بتأمين دار سك العملة وفي مرحلة ما أنتجت كميات صغيرة من الدولارات ونصف النسور . لم تحفظ سجلات توضح عدد العملات المعدنية التي سكت ومتى سكت. وبما أن القوالب تتشقق مع مرور الوقت وكانت جميع دور سك العملة تأتي بها من فيلادلفيا فإن سك العملة لم يعد ممكناً وفي مايو 1861 سلمت العملات المعدنية والإمدادات المتبقية في دالونيجا إلى خزانة الولايات الكونفدرالية الأمريكية التي انضمت إليها جورجيا بحلول ذلك الوقت. خصصت عملات ذهبية بقيمة إجمالية قدرها 6 دولارات للتحليل. في العادة كانوا يرسلها إلى فيلادلفيا لانتظار اجتماع لجنة الاختبار بالولايات المتحدة في العام التالي حيث تكون متاحة للاختبار. وبدلاً من ذلكقاموا بإرسالهم إلى العاصمة الكونفدرالية الأولى مونتغمري ألاباما مع أن ما فعل بهم هناك ومصيرهم النهائي غير معروف. إن ندرة الدولار الصادر عام 1861-دي وارتباطه بالاتحاد الكونفدرالي يجعله ذو قيمة خاصة.
أغلقت دار سك العملة دالونيجا مثل فرعيها الآخرين في الجنوب أبوابها بعد الإضرابات التي جرت عام 1861. لم يعاد فتح منشأة شارلوت مرة أخرى حيث عادت دار سك العملة في نيو أورليانز إلى سك العملات المعدنية من عام 1879 إلى عام 1909 ولكنها لم تسك الدولارات الذهبية مرة أخرى. بعد عام 1861 كان الإصدار الوحيد للدولارات الذهبية خارج فيلادلفيا هو سان فرانسيسكو في عام 1870.
أدى اندلاع الحرب الأهلية إلى اهتزاز ثقة الجمهور في الاتحاد وبدأ المواطنون في تخزين العملات المعدنية والذهبية والفضية. في أواخر شهر ديسمبر من عام 1861 توقفت البنوك ثم وزارة الخزانة الفيدرالية عن دفع الذهب بالقيمة الاسمية. بحلول منتصف عام 1862 اختفت جميع العملات الفيدرالية حتى العملة المعدنية الأساسية من التداول في معظم أنحاء البلاد. كان الاستثناء هو الغرب الأقصى حيث كانت العملات المقبولة في معظم الأحيان هي الذهب والفضة فقط وكانت العملات الورقية تُتداول بخصم. وفي بقية أنحاء البلاد كان من الممكن شراء العملات الذهبية والفضية من البنوك ووكلاء الصرافة ومن الخزانة مقابل علاوة على الدولارات الجديدة التي بدأت الحكومة في إصدارها لسد الفجوة في التجارة وتمويل الحرب.

## السنوات الأخيرة والإلغاء والتحصيل

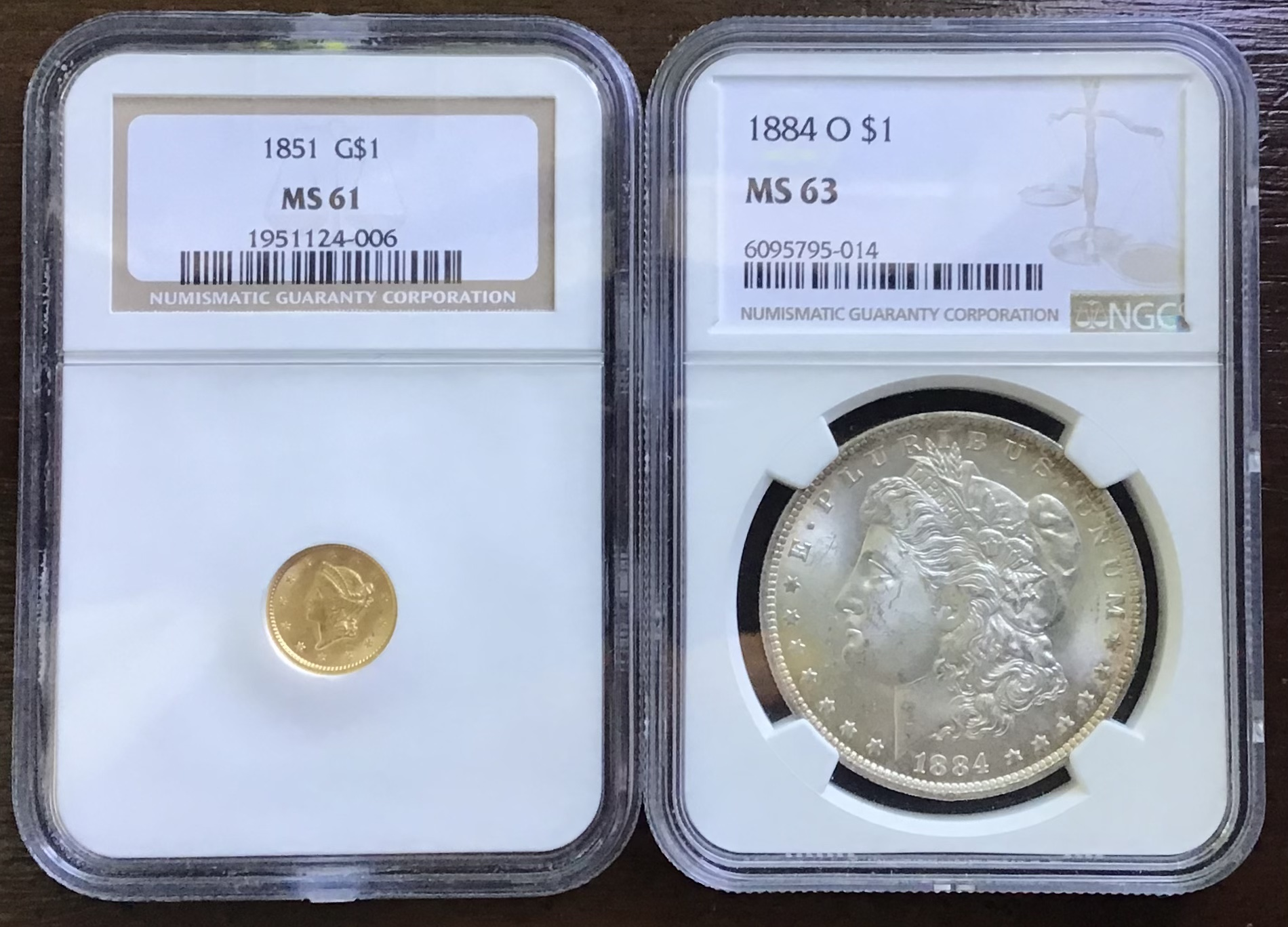
دولار ذهبي من عام 1851-بيه بجوار دولار مورغان من عام 1884-أوه وكلاهما مصنف من قبل أن جي سي. طوال سنوات سكها أصدرت الدولار الذهبي بالتزامن مع الدولارات الفضية الأكبر حجمًا والتي حلت في النهاية محل الدولار الذهبي عند توقف سكها.

نظرًا لأن الذهب لم يكن متداولًا في الولايات المتحدة (باستثناء الساحل الغربي) في فترة ما بعد الحرب فإن جزءًا كبيرًا من إنتاج العملات المعدنية من هذا المعدن في الولايات المتحدة كان مخصصًا للتصدير. وبناءً على ذلك ورغم سك 1,361,355 دولاراً ذهبياً في عام 1862 وهي المرة الأخيرة التي تجاوز فيها الإنتاج المليون دولار فقد انخفض السك إلى 6,200 دولار في عام 1863 وظل منخفضاً طيلة بقية وجود العملة باستثناء عامي 1873 و1874. شعرت دار سك العملة أنه من غير المناسب تعليق سك العملة التي أذن بها الكونجرس وأصدرت عملات معدنية تجريبية (عادة بضع عشرات للمجتمع الصغير من علماء العملات) من قوالب مصقولة خصيصًا كما أنتجت ما يكفي من ضربات التداول بحيث لا تصبح العملات المعدنية التجريبية نادرة بشكل مفرط. في عامي 1873 و1874 صهرت الدولارات الذهبية القديمة والمستهلكة التي كانت بحوزة الحكومة وإعادة سكها مما أدى إلى سك كميات كبيرة من هذه الفئة. وقد حصل ذلك تحسبا لاستئناف مدفوعات النقد وهو ما لم يحدث حتى نهاية عام 1878. وبمجرد عودة العملة المعدنية إلى التداول بقيمتها الاسمية لم يجد الدولار الذهبي مكانًا في التجارة وسط كميات كبيرة من العملات الفضية سواء التي حررت من الاحتكار أو التي سكت حديثًا بواسطة دار سك العملة. توقعت الحكومة أن استئناف مدفوعات العملات المعدنية من شأنه أن يتسبب في عودة تداول الدولار وغيره من العملات الذهبية الصغيرة مرة أخرى ولكن الجمهور الذي سُمح له باسترداد العملة الورقية استمر في استخدامها باعتبارها أكثر ملاءمة من العملات المعدنية.
في سبعينيات وثمانينيات القرن التاسع عشر ازداد الاهتمام العام بالدولار الذهبي منخفض السك. أصبح جمع العملات المعدنية أكثر شعبية وقام عدد من علماء العملات بتخصيص بعض الدولارات الذهبية على أمل زيادة قيمتها. من المرجح أن تقوم دار سك العملة بتوجيه إنتاجها من خلال بعض تجار فيلادلفيا المفضلين مع أنه يمكن شراء العملات المعدنية مقابل 1٫25 دولار أمريكي من نافذة أمين الصندوق في منشأة فيلادلفيا. فرضت البنوك علاوة على الإضرابات في التداول. كانت شائعة في تجارة المجوهرات وقاموا بتركيبها في عناصر مختلفة. في كثير من الأحيان كانت العملات المعدنية تُصدَّر إلى الصين أو اليابان حيث كانت تُصنع مثل هذه المجوهرات. وكانت الدولارات تتعرض للتلف في كثير من الأحيان أثناء هذه العملية وقد رفضت دار سك العملة البيع في هذه التجارة وبذلت قصارى جهدها لعرقلتها. ومع ذلك خلص مسؤولو دار سك العملة إلى أن صناع المجوهرات نجحوا في الحصول على غالبية كل إصدار. تجاوزت عمليات سك العملة 1000 عملة بحلول عام 1884 وظلت أعلى من هذا الرقم لبقية السلسلة ومن المرجح أن يكون هذا الرقم قد تضخم من قبل وكلاء الجواهريين الذين كانوا على استعداد لدفع علاوة دار السك البالغة 0٫25 دولار أمريكي لكل عملة. كان هناك استخدام آخر للدولار الذهبي وهو تقديمه كهدية في العطلات وبعد إلغائه أصبح ربع النسر هدية شائعة.
في تقريره النهائي بصفته مديراً لدار سك العملة في عام 1873 دعا جيمس بولوك إلى تقييد سك الدولارات الذهبية على المودعين الذين طلبوا ذلك على وجه التحديد. "الدولار الذهبي ليس عملة مناسبة نظرًا لصغر حجمه وهو أكثر عرضة للتآكل من العملات الأكبر حجمًا." دعا خلفاؤه إلى إلغائه حيث كتب جيمس ب. كيمبال ، قبل أن يترك منصبه عام 1889 إلى الكونجرس أنه باستثناء المجوهرات "لم يُعثر على استخدام عملي كبير لهذه العملة". وفي وقت لاحق من ذلك العام أصدر المدير الجديد إدوارد أو. ليتش تقريرًا يفيد بأن الدولار الذهبي "أصغر من أن يتداول،... ويستخدم حصريًا تقريبًا لأغراض الزخرفة. آخر عام حصل فيه سك الدولار الذهبي كان عام 1889. ألغى الكونجرس الدولار الذهبي إلى جانب العملة المعدنية فئة ثلاثة سنتات والثلاثة دولارات بموجب قانون 26 سبتمبر 1890.
سكت ما مجموعه 19,499,337 دولارًا ذهبيًا منها 18,223,438 دولارًا في فيلادلفيا و1,004,000 دولارًا في نيو أورلينز و109,138 دولارًا في شارلوت و90,232 دولارًا في سان فرانسيسكو و72,529 دولارًا في دالونيجا. وفقًا لإعلان في عدد فبراير 1899 من مجلة عالم العملات بلغ سعر الدولار الذهبي 1٫80 دولار أمريكي لكل دولار ولا يزال الطلب عليه قائمًا كهدية عيد ميلاد وللمجوهرات. في عام 1905 نشرت تلك المجلة خبراً عن عميل أودع 100 دولار ذهبي في أحد البنوك وكان الصراف على علم بالقيمة فقام بإضافة 1٫60 دولار أمريكي إلى الحساب لكل عملة. في عام 1908 عرض أحد التجار 2 دولار لكل كمية. مع انتشار هواية جمع العملات المعدنية في أوائل القرن العشرين أصبحت الدولارات الذهبية تخصصًا شائعًا وهي المكانة التي تحتفظ بها. قام طبعة عام 2014 من دليل دليل يمان : كتاب عن عملات الولايات المتحدة بتقييم الدولار الذهبي الأقل تكلفة في حالة جيدة جدًا (في أف-20) بمبلغ 300 دولار أمريكي وهي القيمة المعطاة لكل من إصدارات فيلادلفيا من النوع 1 من عام 1849 إلى عام 1853. سيجد الباحثون عن نوع واحد من كل نوع أن أغلى نوع هو النوع 2 حيث تقدر قيمة النسختين من عامي 1854 و1855 بحوالي 350 دولار أمريكي في تلك الحالة أما النوعان الآخران فقد قدر تاريخهما بحوالي 300 دولار أمريكي في تلك الدرجة.

### أرقام سك العملة
| سنة  | دار سك النقود في فيلادلفيا | شارلوت مينت | نعناع دالونيجا | دار سك العملة في نيو أورليانز | دار سك العملة في سان فرانسيسكو |
| ---- | -------------------------- | ----------- | -------------- | ----------------------------- | ------------------------------ |
| 1849 | 688,567                    | 11,634      | 21,588         | 215,000                       |                                |
| 1850 | 481,953                    | 6,966       | 8,382          | 14,000                        |                                |
| 1851 | 3,317,671                  | 41,267      | 9,882          | 290,000                       |                                |
| 1852 | 2,045,351                  | 9,434       | 6,360          | 140,000                       |                                |
| 1853 | 24,076,051                 | 11,515      | 6,583          | 290,000                       |                                |
| 1854 | 855,502                    |             | 2,935          |                               | 14,632                         |

| السنة | فلادلفيا النقود | شارلوت مينت | داهلونغا النعناع | النقود النقدية في نيو أورليانز | صخرة سان فرانسيسكو | ملاحظات                                                                                     |
| ----- | --------------- | ----------- | ---------------- | ------------------------------ | ------------------ | ------------------------------------------------------------------------------------------- |
| 1854  | 783,943         |             |                  |                                |                    | النوع 2 (الرأس الصغير)                                                                      |
| 1855  | 758,269         | 9,803       | 1,811            | 55,000                         |                    | النوع 2 (الرأس الصغير)                                                                      |
| 1856  | 1,762,936       |             | 1,460            |                                | 24,600             | جميعها نوع 3 (الرأس الكبير) باستثناء سان فرانسيسكو (1856-S) ، والتي هي نوع 2 (الرأس الصغير) |
| 1857  | 774,789         | 13,280      | 3,533            |                                | 10,000             | النوع 3 (الرأس الكبير)                                                                      |
| 1858  | 117,995         |             | 3,477            |                                | 10,000             | النوع 3 (الرأس الكبير)                                                                      |
| 1859  | 168,244         | 5,235       | 4,952            |                                | 15,000             | النوع 3 (الرأس الكبير)                                                                      |
| 1860  | 36,514          |             | 1,566            |                                | 13,000             | النوع 3 (الرأس الكبير)                                                                      |
| 1861  | 527,150         |             | يقدر أن 1250     |                                |                    | النوع 3 (الرأس الكبير)                                                                      |
| 1862  | 1,361,355       |             |                  |                                |                    | النوع 3 (الرأس الكبير)                                                                      |
| 1863  | 6,200           |             |                  |                                |                    | النوع 3 (الرأس الكبير)                                                                      |
| 1864  | 5,900           |             |                  |                                |                    | النوع 3 (الرأس الكبير)                                                                      |
| 1865  | 3,700           |             |                  |                                |                    | النوع 3 (الرأس الكبير)                                                                      |
| 1866  | 7,100           |             |                  |                                |                    | النوع 3 (الرأس الكبير)                                                                      |
| 1867  | 5,200           |             |                  |                                |                    | النوع 3 (الرأس الكبير)                                                                      |
| 1868  | 10,500          |             |                  |                                |                    | النوع 3 (الرأس الكبير)                                                                      |
| 1869  | 5,900           |             |                  |                                |                    | النوع 3 (الرأس الكبير)                                                                      |
| 1870  | 6,300           |             |                  |                                | 3,000              | النوع 3 (الرأس الكبير)                                                                      |
| 1871  | 3,900           |             |                  |                                |                    | النوع 3 (الرأس الكبير)                                                                      |
| 1872  | 3,500           |             |                  |                                |                    | النوع 3 (الرأس الكبير)                                                                      |
| 1873  | 125,100         |             |                  |                                |                    | النوع 3 (الرأس الكبير)                                                                      |
| 1874  | 198,800         |             |                  |                                |                    | النوع 3 (الرأس الكبير)                                                                      |
| 1875  | 400             |             |                  |                                |                    | النوع 3 (الرأس الكبير)                                                                      |
| 1876  | 3,200           |             |                  |                                |                    | النوع 3 (الرأس الكبير)                                                                      |
| 1877  | 3,900           |             |                  |                                |                    | النوع 3 (الرأس الكبير)                                                                      |
| 1878  | 3,000           |             |                  |                                |                    | النوع 3 (الرأس الكبير)                                                                      |
| 1879  | 3,000           |             |                  |                                |                    | النوع 3 (الرأس الكبير)                                                                      |
| 1880  | 1,600           |             |                  |                                |                    | النوع 3 (الرأس الكبير)                                                                      |
| 1881  | 7,620           |             |                  |                                |                    | النوع 3 (الرأس الكبير)                                                                      |
| 1882  | 5,000           |             |                  |                                |                    | النوع 3 (الرأس الكبير)                                                                      |
| 1883  | 10,800          |             |                  |                                |                    | النوع 3 (الرأس الكبير)                                                                      |
| 1884  | 5,230           |             |                  |                                |                    | النوع 3 (الرأس الكبير)                                                                      |
| 1885  | 11,156          |             |                  |                                |                    | النوع 3 (الرأس الكبير)                                                                      |
| 1886  | 5,000           |             |                  |                                |                    | النوع 3 (الرأس الكبير)                                                                      |
| 1887  | 7,500           |             |                  |                                |                    | النوع 3 (الرأس الكبير)                                                                      |
| 1888  | 15,501          |             |                  |                                |                    | النوع 3 (الرأس الكبير)                                                                      |
| 1889  | 28,950          |             |                  |                                |                    | النوع 3 (الرأس الكبير)                                                                      |

| السنة | الـ " مينج " | ملاحظات                                 |
| ----- | ------------ | --------------------------------------- |
| 1849  | 10           | النوع 1 (رأس الحرية)                    |
| 1850  | 2            | النوع 1 (رأس الحرية)                    |
| 1854  | 5            | النوع 2 (الأميرة الهندية والرأس الصغير) |
| 1855  | 12           | النوع 2 (الأميرة الهندية والرأس الصغير) |
| 1856  | 10           | النوع 3 (الأميرة الهندية والرأس الكبير) |
| 1857  | 12           | النوع 3 (الأميرة الهندية والرأس الكبير) |
| 1858  | 20           | النوع 3 (الأميرة الهندية والرأس الكبير) |
| 1859  | 80           | النوع 3 (الأميرة الهندية والرأس الكبير) |
| 1860  | 154          | النوع 3 (الأميرة الهندية والرأس الكبير) |
| 1861  | 349          | النوع 3 (الأميرة الهندية والرأس الكبير) |
| 1862  | 35           | النوع 3 (الأميرة الهندية والرأس الكبير) |
| 1863  | 50           | النوع 3 (الأميرة الهندية والرأس الكبير) |
| 1864  | 50           | النوع 3 (الأميرة الهندية والرأس الكبير) |
| 1865  | 25           | النوع 3 (الأميرة الهندية والرأس الكبير) |
| 1866  | 30           | النوع 3 (الأميرة الهندية والرأس الكبير) |
| 1867  | 50           | النوع 3 (الأميرة الهندية والرأس الكبير) |
| 1868  | 25           | النوع 3 (الأميرة الهندية والرأس الكبير) |
| 1869  | 25           | النوع 3 (الأميرة الهندية والرأس الكبير) |
| 1870  | 35           | النوع 3 (الأميرة الهندية والرأس الكبير) |
| 1871  | 30           | النوع 3 (الأميرة الهندية والرأس الكبير) |
| 1872  | 30           | النوع 3 (الأميرة الهندية والرأس الكبير) |
| 1873  | 25           | النوع 3 (الأميرة الهندية والرأس الكبير) |
| 1874  | 20           | النوع 3 (الأميرة الهندية والرأس الكبير) |
| 1875  | 20           | النوع 3 (الأميرة الهندية والرأس الكبير) |
| 1876  | 45           | النوع 3 (الأميرة الهندية والرأس الكبير) |
| 1877  | 20           | النوع 3 (الأميرة الهندية والرأس الكبير) |
| 1878  | 20           | النوع 3 (الأميرة الهندية والرأس الكبير) |
| 1879  | 30           | النوع 3 (الأميرة الهندية والرأس الكبير) |
| 1880  | 36           | النوع 3 (الأميرة الهندية والرأس الكبير) |
| 1881  | 87           | النوع 3 (الأميرة الهندية والرأس الكبير) |
| 1882  | 125          | النوع 3 (الأميرة الهندية والرأس الكبير) |
| 1883  | 207          | النوع 3 (الأميرة الهندية والرأس الكبير) |
| 1884  | 1,006        | النوع 3 (الأميرة الهندية والرأس الكبير) |
| 1885  | 1,105        | النوع 3 (الأميرة الهندية والرأس الكبير) |
| 1886  | 1,016        | النوع 3 (الأميرة الهندية والرأس الكبير) |
| 1887  | 1,043        | النوع 3 (الأميرة الهندية والرأس الكبير) |
| 1888  | 1,079        | النوع 3 (الأميرة الهندية والرأس الكبير) |
| 1889  | 1,779        | النوع 3 (الأميرة الهندية والرأس الكبير) |

ملحوظة : سكت جميع العملات الذهبية الدولارية في دار سك العملة في فيلادلفيا.

## دولار ساكاجاويا الذهبي
في عام 1999 قامت دار سك العملة في فيلادلفيا بضرب 39 دولارًا من دولارات ساكاجاويا (مؤرخة بعام 2000 وعلامة "دبليو" الخاصة بدار سك العملة في ويست بوينت) من الذهب عيار 22 قيراطًا . خططت دار سك العملة لبيع دولارات ساكاجاويا الذهبية لهواة الجمع ولكن أقفت هذه الخطة بعد أن شكك أعضاء الكونجرس في سلطة دار سك العملة في ضرب الدولارات بتركيبة مختلفة عن تلك المصرح بها. دمر سبعة وعشرين من هذه العملات المعدنية بعد فترة وجيزة من سكها وطارت العملات الاثنتي عشرة المتبقية على متن مكوك الفضاء كولومبيا خلال رحلة أس تي أس-93. وبعد ذلك عرضت العملات المعدنية في مناسبات خاصة مختلفة قبل نقلها إلى مستودع السبائك المعدنية للولايات المتحدة في فورت نوكس.
وقد عرضت العملات المعدنية علناً لأول مرة في المعرض العالمي للمال الذي نظمته الجمعية الأمريكية لعلم العملات في عام 2007. وبعد ذلك قاموا بإعادتهم إلى فورت نوكس.

## دولارات ذهبية تذكارية
شهد الدولار الذهبي انتعاشًا قصير الأمد خلال فترة العملات التذكارية المبكرة للولايات المتحدة. بين عامي 1903 و1922 أنتجت تسعة إصدارات مختلفة بإجمالي 99,799 نسخة. سكت هذه العملات المعدنية لمناسبات عامة مختلفة ولم تتداول ولم يستخدم أي منها تصميم لونجاكر.

## الملحوظات
1. ↑  النقاش الرئيسي اللاحق. See Taxay، صفحة 204. كان النقاش الرئيسي الحالي ويليام نياس قد أصيب بعجز جزئي بسبب سكتة دماغية في عام 1835 مع أن احتفاظه بمنصبه. See Taxay، صفحات 170–171, 176
2. ↑  رسميًا "نقاش في دار سك العملة الأمريكية في فيلادلفيا" لم يكن لديه عمل بدوام كامل مساعدو النقاشين آنذاك. عُرف المكتب لاحقًا باسم "رئيس النقاشين". See Bowers 2004، صفحة 25
3. ↑  كما كان لونجاكر قبل أن يصبح كبير النقاشين

### الفهرس
- Bowers، Q. David (2001). The Harry W. Bass, Jr. Museum Sylloge. Dallas, TX: Harry W. Bass, Jr. Foundation. ISBN:0-943161-88-6.
- Bowers، Q. David (2004). A Guide Book of Double Eagle Gold Coins. Atlanta, GA: Whitman Publishing. ISBN:978-0-7948-1784-8.
- Bowers، Q. David (2011). A Guide Book of Gold Dollars (ط. 2nd). Atlanta, GA: Whitman Publishing. ISBN:978-0-7948-3241-4.
- Bowers, Q. David (2006). A Guide Book of Shield and Liberty Head Nickels. Atlanta, GA: Whitman Publishing. ISBN:0-7948-1921-4.
- Breen، Walter (1988). Walter Breen's Complete Encyclopedia of U.S. and Colonial Coins. New York: Doubleday. ISBN:978-0-385-14207-6.
- Snow، Richard (2009). A Guide Book of Flying Eagle and Indian Head Cents. Atlanta. GA: Whitman Publishing. ISBN:978-0-7948-2831-8.
- Taxay، Don (1983). The U.S. Mint and Coinage (ط. reprint of 1966). New York: Sanford J. Durst Numismatic Publications. ISBN:978-0-915262-68-7.
- Vermeule، Cornelius (1971). Numismatic Art in America. Cambridge, MA: The Belknap Press of Harvard University Press. ISBN:978-0-674-62840-3.
- Yeoman، R.S. (2013). دليل العملات المعدنية الأمريكية (The Official Red Book) (ط. 67th). Atlanta, GA: Whitman Publishing. ISBN:978-0-7948-4180-5.

## روابط خارجية
- دولار الذهب (1849-1889) في PCGS

| سبقه {{{سبقه}}} | {{{العنوان}}} {{{الأعوام}}} | تبعه {{{تبعه}}} |

قالب:Coinage (United States)قالب:Obsolete U.S. currency and coinage